# Алеково (Силістринська область)
Але́ково (болг. Алеково) — село в Силістринській області Болгарії. Входить до складу общини Алфатар.

## Населення
За даними перепису населення 2011 року у селі проживали 486 осіб.
Національний склад населення села:
| Національність   | Кількість осіб | Відсоток |
| ---------------- | -------------- | -------- |
| болгари          | 361            | 74,7%    |
| цигани           | 114            | 23,6%    |
| інша             | 5              | 1,0%     |
| Всього відповіли | 483            |          |

Розподіл населення за віком у 2011 році:
Динаміка населення: